# Jellycream
Jellycream è il secondo album solista del chitarrista texano Doyle Bramhall II, pubblicato nel 1999.

## Tracce
1. I Wanna Be
2. Day Come Down
3. Marry You
4. Snakecharmer
5. Who I Am
6. The Way We Go Away
7. Close To Heaven
8. I'm The One
9. Baby's Gone
10. I'm leavin'
11. Chasing The Sun
12. I Will Remeber
13. Chariot